# ماك لي هيل
ماك لي هيل (بالإنجليزية: Mack Lee Hill)‏ هو لاعب كرة قدم أمريكية أمريكي، ولد في 17 أغسطس 1940 في كوينسي في الولايات المتحدة، وتوفي في 14 ديسمبر 1965 في كانساس سيتي في الولايات المتحدة بسبب انسداد وعائي.

## وصلات خارجية
- ماك لي هيل على موقع مرجع كرة القدم المحترفة.كوم (الإنجليزية)